# Maria Bettetini

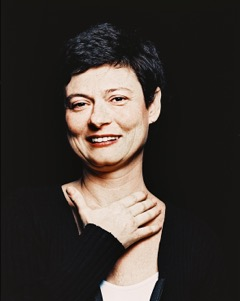
Maria Bettetini (2016)

Maria Tilde Bettetini (* 15. Februar 1962 in Mailand; † 13. Oktober 2019 ebenda) war eine italienische Philosophin.

## Leben
Maria Bettetini war als Professorin für Mittelalterliche Philosophie an der Università Ca’ Foscari Venezia tätig. Bettetini forschte ab 1994 über das Phänomen der Lüge. Ab 2001 lehrte sie Ästhetik an der Universität IULM in Mailand. Ihre italienische Veröffentlichung über die Lüge erschien erstmals 2001 mit Neuauflagen 2004 und 2008. Es folgten Übersetzungen in die deutsche, französische, spanische, koreanische, japanische und türkische Sprache.
Maria Bettetini übersetzte Werke des Augustinus von Hippo aus der lateinischen in die italienische Sprache. Hierzu gehörte auch die Übersetzung des Werkes über die Lüge (De Mendacio). Außerdem schrieb sie regelmäßig über kulturelle Themen in der Sonntagsausgabe der italienischen Zeitung Il Sole 24 Ore.

## Veröffentlichungen

### Monografien
- Quattro modi dell’amore. Laterza, 2012
- I viaggi dei filosofi. Gemeinsam mit Stefano Poggi. Raffaello, Cortina 2010
- Introduzione a Agostino. Laterza, Rom u. Bari 2008
- Contro le immagini. Alle radici dell’iconoclastia. Laterza, Rom u. Bari 2006
- Figure de verità. La finzione nel Medioevo occidentale. Einaudi, Turin 2004
- Breve storia della bugia. Da Ulisse a Pinocchio. Raffaello Cortina Editore, Mailand 2001
  - Deutsche Ausgabe: Eine kleine Geschichte der Lüge. Von Odysseus bis Pinocchio. Aus dem Italienischen übersetzt von Klaus Ruch. Wagenbach, Berlin 2003, ISBN 3-8031-2461-1.
- Quattro modi dell’amore. Laterza, Roma u. Bari 2012
- Calendario dei pensieri. Ricette di filosofia quotidiana. Mit einem Vorwort von Maurizio Ferraris. Abendstern Edizioni, Lugano 2012

### Übersetzungen
- Augustinus: Ordine, Musica, Bellezza. Rusconi, Mailand 1992
- Augustinus: Il maestro e la parola. Rusconi, Mailand 1993
- Augustinus: De Mendacio. 394/395.[4]
  - Italienische Ausgabe: Sulla bugia. Rusconi, Mailand 1994
- Augustinus: De Musica. 387–389.[4]
  - Italienische Ausgabe: De Musica. Rusconi, Mailand 1997

### Herausgeberin
- Augustinus: Confessiones. 397–401.[4]
  - Italienische Ausgabe: Confessioni. Übersetzung von Carlo Carena. Enaudi-Gallimard, Turin 2000